# 八宝镇 (广南县)
八宝镇是中华人民共和国云南省文山壮族苗族自治州广南县下属的一个镇，位于县城东南87公里。面积609平方公里，辖16个村，人口67713人，以壮族为主。
八宝镇被称为“高原小桂林”，游客沿水流平缓的八宝河漂流，欣赏喀斯特峰丛，以及13个壮族村寨的干栏式建筑、烽火台等。

## 行政区划
八宝镇下辖以下地区：
八宝村、坝龙村、八甲村、河野村、板幕村、百乐村、杨柳树村、甲坝村、交播村、坝哈村、甘蔗园村、老寨村、平邑村、乐共村、俄色村和沙斗村